# Javier Latorre

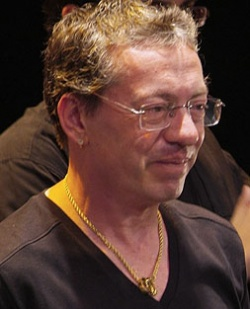
Javier Latorre, 2003

Javier Latorre, eigentlich Javier Antonio García Expósito (* 12. Juni 1963 in Valencia), ist ein spanischer Balletttänzer, Flamencotänzer und Choreograf.

## Leben

### Kindheit und frühe Jugend
Javier Expósito begann im Alter von vier Jahren zu tanzen und erwarb alsbald den Ruf eines Wunderkindes. Bei Hochzeiten, Kindstaufen und anderen Festlichkeiten, bei wandernden Künstlergruppen, in Gaststätten und Varietés nutzte er jede Gelegenheit zu Auftritten, reiste mit dem Bus von Dorf zu Dorf in den Provinzen Murcia, Cuenca, Teruel und Albacete. In manchen Dörfern gab es weder eine Bühne, noch die Mittel, um provisorisch eine aufzubauen. Gelegentlich fanden die Vorstellungen auf der Ladefläche eines Lastwagens statt.

### Karriere im Nationalballett
1979 fand Expósito Aufnahme bei der Compañía Lírica Nacional und drei Monate später beim Ballet Nacional de España. Damit eröffnete sich für ihn der Weg zu einer professionellen tänzerischen Ausbildung, mit Lehrern wie Aurora Pons, María Magdalena, Ciro, Victoria Eugenia, Juana Taft und María de Avila. Er tanzte in Choreografien von Antonio Gades, Antonio Ruiz Soler, José Antonio, José Granero, Ángel Pericet und anderen. Unter dem Direktorat von Antonio Ruiz Soler stieg er zum Solotänzer auf. Von ihm, Antonio Ruiz Soler, erhielt er auch seinen Künstlernamen Javier Latorre.
Mit dem Ballet Nacional ging Javier Expósito alias Javier Latorre regelmäßig auf Tournee, in Spanien, aber auch in die USA, nach Russland, Deutschland, Luxemburg, die Schweiz, Österreich, Frankreich, Italien, Australien und Algerien. An einer Vielzahl maßgeblicher Produktionen des Ballet Nacional war er als Tänzer beteiligt:
- 1980 bis 1982 an Flamenco, an Eritaña und Almería von Isaac Albéniz und an Sonatas von Antonio Soler.  Alle diese Stücke wurden choreografiert von Antonio Ruiz Soler.
- 1984 in Danza y tronío, choreografiert von Mariemma, Ritmos, choreografiert von Alberto Lorca, und Medea, choreografiert von José Granero.
- 1985 in einer der Hauptrollen in Doña Francisquita und als Solist in einer von Domenico Scarlattis sechs Sonaten für die spanische Königin. Letzteres Stück, choreografiert von Ángel Pericet, wurde beim Festival dei Due Mundi in Spoleto aufgeführt. Im selben Jahr tanzte er die männliche Hauptrolle in Castilla von Isaac Albéniz zur Choreografie von José Antonio.
- 1986 tanzte er als Solist in einer Rondeña von Felipe Sánchez und die Rolle des Corregidor im Sombrero de tres picos von Manuel de Falla.

1987, unter dem Direktorat von María de Avila, wurde Javier Latorre erster Solotänzer am Ballet Nacional.

### Tänzer und Choreograf
1988 schloss sich Javier Latorre als Mitgründer, Tänzer und Choreograf der cordobesischen Tanzformation Ziryab Danza an. Mit ihr inszenierte er Hijas del Alba, basierend auf dem Drama La casa de Bernarda Alba von Federico García Lorca. Das Stück wurde bei mehreren bedeutenden Festivals aufgeführt, zunächst beim ersten Festival de Teatro Flamenco in Granada und Jahre später, 1994, beim Festival Flamenco de Valencia. 1990 wurde es in der Serie Arte y Artistas Flamencas beim spanischen Sender TVE2 mit dem Ballet Español de Murcia aufgeführt.
Einen großen Triumph errang er 1989 beim Wettbewerb Concurso Nacional de Arte Flamenco in Córdoba: Er gewann den Premio Antonio als vollkommenster Tänzer, den Premio Juana la Macarrona für seine Interpretation der Alegrías und den Premio Paco Laberinto für Bulerías.
1990 inszenierte er am Gran Teatro de Córdoba La forza del destino von Giuseppe Verdi, unter anderem mit Eva Yerbabuena. Als eingeladener Künstler nahm er im selben Jahr an Diálogos del Amargo von Mario Maya teil. Beim Flamenco-Festival von Mont-de-Marsan feierte das französische Publikum ihn minutenlang mit stehenden Ovationen. 1992 gestaltete er gemeinsam mit Carmen Linares und Chano Lobato einen Flamenco-Gottesdienst in Oviedo und tanzte in Concierto flamenco para un marinero von Vicente Amigo. 1993 choreografierte und tanzte er für die Fernsehserie Buscando a Carmen des Senders Canal Sur.
Im Verlauf der folgenden Jahre sind eine Fülle weiterer choreografischer Werke und Auftritte als Tänzer bemerkenswert, darunter:
- 1994 Auftritt beim Festival Internacional de la Guitarra in Córdoba, beim Festival del Cante de las Minas in La Unión, bei der Flamenco-Biennale von Sevilla[7] und beim Festival Flamenco in Valencia.[9]
- 1995 Teilnahme an der Gala-Hommage für La Argentinita in Córdoba.[9]
- 1996 Auftritt beim Festival Internacional de Música y Danza in Granada sowie die Choreografie von Lances el Arenal für die Fundación Cristina Heeren. Mit letzterem Stück bestritt er in jenem Jahr die Biennale von Sevilla.[9]
- 1997 Auftritt bei der Fura dels Baus in deren Inszenierung Dadle Café. Mit der choreografischen Werkstatt des Institut del Teatre in Barcelona schuf er Movimiento flamenco für die Kompanie von Antonio Márquez. Für die Compañía Andaluza de Danza schuf er die Choreografie für Cosas de Payos.[9] Dieses Stück wurde eines der wichtigsten Repertoirestücke der Kompanie. Unter anderem führten sie es 1998 bei der Biennale von Sevilla auf und 2003 nochmals im Teatro Central von Sevilla.[10]
- 1998 choreografierte er für Antonio Canales einen kurzen Tanz für dessen Inszenierung Guernica.  Für das Ballet Nacional choreografierte er Luz de alma und Poeta, eine Widmung an die Menschen, die wegen des Krieges ihr Land verlassen und nach Übersee auswandern mussten.[11] Für Enrique Morentes Werk Omega choreografierte Javier Latorre ein Tanzstück, das er selbst auf der Bühne vortrug. Anlässlich des nationalen Wettbewerbs von Córdoba schuf er Réquiem por Antonio, eine Hommage zu den Klängen von Mozarts Requiem an den 1996 verstorbenen Antonio Ruiz Soler;[11] seinen eigenen Worten zufolge „eine Art choreographische Collage, die versucht, alle Stile Antonios abzudecken“.[12] Den Abschluss dieses schöpferischen Jahres bildete Ombra, ein Stück für die Fura dels Baus anlässlich des García-Lorca-Jahres, das die Stadt Granada zum Andenken an den andalusischen Dichter veranstaltete. Die Rolle des Dichters tanzte Javier Latorre selbst. Das Stück ging anschließend auf Tournee durch Europa. Es wurde unter anderem 1999 beim internationalen Festival des iberischen Theaters in Porto aufgeführt und im selben Jahr beim Romaeuropa-Festival in Rom.[12]
- 1999 schuf er für die Kompanie von Paco Peña die Choreografie von Musa gitana. Das Stück wurde im Londoner Sadler’s Wells aufgeführt und beim Festival Internacional de la Guitarra in Córdoba.[12]
- 2000 schuf er Ambi-valencia als Beitrag zum Zyklus Flamenco viene del sur.[12] Im selben Jahr choreografierte er für Eva Yerbabuena den vierten Satz ihres Werkes 5 mujeres 5 und trat auch in ihrer Tanzshow Eva beim Festival von Jerez auf.[13]
- 2001 schuf er gemeinsam mit Fernando Romero Pura intención zu Musik von Joseph Haydn, Antonio Vivaldi. Jean-Baptiste Lully und Paco Arriaga. Mit diesem Stück wurde in jenem Jahr der Wettbewerb Concurso Nacional de Flamenco in Córdoba eröffnet.[13]

### Rinconete y Cortadillo
2002 brachte er in den Gärten des Generalife nach jahrelanger Vorbereitung ein neuartiges Projekt zur Uraufführung: Mit Rinconete y Cortadillo nach der gleichnamigen Novelle von Miguel de Cervantes wollte er ein neues Genre ins Leben rufen, die Comedia flamenca. Im Gegensatz zum herkömmlichen Flamenco, dessen Lyrik oft von tragischen Themen, von Gewalt und Tod handelt, war Javier Latorres Ziel diesmal, das Publikum zum Lachen zu bringen. Dank der Spielfreude der Mitwirkenden, der Texte von José Luis Ortiz Nuevo und der Dramaturgie von Óscar Quero gelang dies in vollem Maße: im Publikum wechselten sich stilles Schmunzeln und Lachsalven ab. Dazu passend gestaltete Javier Latorre die Choreografie mit heiteren, festlichen Tänzen wie Tangos, Tanguillos, Sevillanas, Alegrías und Bulerías.
Bei aller Heiterkeit wurde das Werk dennoch von der Kritik als ernstzunehmende, große Kunst anerkannt. Ángel Álvarez Caballero schrieb in El País:

«(Una obra) rebosante de ingenio y de encanto. Y de arte.»

„(Ein Werk,) sprudelnd von Esprit und Charme. Und von Kunst.“

Eulalia Pablo schrieb in El Candil:

«(Rinconete y Cortadillo) ha sido, sin lugar a dudas, el espectáculo más completo de la Bienal (de Sevilla). Un derroche de imaginación, humor y talento.»

„(Rinconete y Cortadillo) war ohne Zweifel die vollständigste Aufführung der Biennale (von Sevilla). Ein Überfluss von Fantasie, Humor und Talent.“

### Choreografische Werke ab 2003
2003 choreografierte Javier Latorre für die Compañía Somorrostro Flamenca die Suite Andanzas für deren Vorstellung beim Festival Grec in Barcelona. Für das Ballet Español de Murcia choreografierte er Penélope, und für die Kompanie der Tänzerin María Ángeles Gabaldón (* 1974) das von dieser produzierte Stück Inmigración (uraufgeführt 2004).
In diesem Jahr gab er mit einer letzten Aufführung von Réquiem por Antonio seine vorläufige Abschiedsvorstellung als Tänzer.
Zur Festival de la Guitarra 2004 schuf er Triana, en el Nombre de la Rosa („Triana, im Namen der Rose“). Das Stück ist eine Hommage von Javier Latorre und seiner Kompanie an den 1983 bei einem Verkehrsunfall verstorbenen Jesús de la Rosa Luque, Leiter der Gruppe Triana. Das auf ausgiebige Videoinstallationen zurückgreifende Stück folgt in groben Zügen der Biografie des Künstlers und interpretiert seine Lieder in flamencisierter Form, ohne ihnen jedoch die Strukturen des Flamenco aufzuzwingen. Bei dem Stück El Loco handelt es sich ebenfalls um eine Hommage. Es ist Félix Fernández (1893–1941) gewidmet, Tänzer im Ballett von Sergej Diaghilew, der fast sein halbes Leben bis zu seinem Tod im psychiatrischen Pflegeheim von Epsom verbrachte. Es behandelt die Tragödie des begabten Künstlers, der Zurücksetzung erfährt, diese nicht bewältigt und darüber verrückt wird. Nach der Uraufführung 2004 in Madrid wurde es im selben Jahr in Barcelona aufgeführt und im Folgejahr beim Festival von Jerez und im Teatro de la Maestranza von Sevilla. Das dritte von Javier Latorres Werken Werke von 2004, Los Tarantos, erzählt die Lebensgeschichte des Schriftstellers Alfredo Mañas (1924–2001).
2005 choreografierte er El celoso extremeño für das Ballet Español de Murcia.
2006 folgten
- Inconnexus XXI[25] für die Kompanie Somorrostro aus Barcelona,
- die Choreografie für die Tanznummern des Films ¿Por qué se frotan las patitas? von Álvaro Begines,[26]
- Requiem por la Tierra für die Kompanie von Paco Peña,
- Homenaje a Fosforito für das Gran Teatro de Córdoba,
- Doña Francisquita für das Teatro Villamarta in Jerez.

2007 hatte er die choreografische Leitung inne für die Show zum 15-jährigen Jubiläum des Concurso Nacional de Arte Flamenco in Córdoba und eine der Nummern für Femenino plural von Ángeles Gabaldón.
2008 schuf er ¡Viva Jerez! für die Eröffnungsveranstaltung des Festivals von Jerez sowie El Bateo und De Madrid a París für das Teatro de la Zarzuela in Madrid.
2009 choreografierte er unter anderem Fedra für das Theaterfestival von Mérida, eine musikalische und tänzerische Fassung der griechischen Tragödie von Phaidra, unter anderem mit Enrique Morente. Für das Tablao Flamenco Cordobes in Barcelona choreografierte er De Córdoba a Cádiz und De Aquí y de Allá. Ferner choreografierte er für den Film Flamenco Flamenco von Carlos Saura. Für die Kompanie des japanischen Tänzers und Choreografen Shoji Kojima choreografierte er La Celestina nach der gleichnamigen Tragikomödie von Fernando de Rojas.
2010 schuf Javier Latorre für seine eigene Kompanie El duende y el reloj – eine Art Lehrstück nach dem gleichnamigen Flamenco-Lehrbuch für Kinder von Philippe Bannier. Mit diesem Stück trat er auch als Tänzer wieder auf die Bühne. Er präsentierte es unter anderem 2011 beim Festival von Jerez. Für Anabel Velosos Inszenierung Poema sinfónico No. 2 tanzte er die Rolle des Orchesterleiters zu seiner eigenen Choreografie.
2012 wurde er wieder für das Ballet Nacional aktiv und choreografierte Teile der Vorstellung Ángeles caídos, mit der Antonio Najarro sein Debüt als neuer Direktor der Kompanie gab. Für die Kompanie Prodigio BAF Flamenco choreografierte er, gemeinsam mit Concha Jareño, El Quijote, al compás de un sueño nach der berühmten Romanvorlage von Miguel de Cervantes. Nach Aufführungen in Madrid ging die Kompanie mit dem Stück auf Tournee nach China.
Fatum ist eine Gemeinschaftsarbeit von 2014 mit Shoji Kojima für dessen Kompanie. Das Stück greift das Thema von La fuerza del destino von 1990 wieder auf. Es wurde zur Eröffnung des Festivals von Jerez aufgeführt. Für das Festival von Jerez 2015 choreografierte Javier Latorre das Konzert Tradición y duende von Paco Cepero. Beim Festival von Jerez 2016 beging Shoji Kojima, inzwischen 76 Jahre alt, sein 50-jähriges Bühnenjubiläum als Flamencotänzer gemeinsam mit Eva Yerbabuena. Für ihr gemeinsames Stück A ese chino no le canto schuf Javier Latorre die Choreografie; auch als Tänzer trat er darin auf.
2018, anlässlich der Fiesta de la Bulería in Jerez, brachte er als Choreograf und künstlerischer Direktor für Shoji Kojimas Kompanie Jerez con Japón auf die Bühne. Für die von ihm selbst geleitete Kompanie Flamenconautas, die aus Künstlern aus 12 Nationen besteht, entwickelte Javier Latorre die Choreografie Vamo – Allá. Sowohl der Name der Kompanie als auch Titel und Inhalt des Stückes sind eine Reverenz an die Künstler, die den Atlantik überquerten, um auf dem amerikanischen Kontinent ihr Glück zu versuchen. Für die Theater in Algeciras und in Puente Genil choreografierte er Las Quijanas bzw. Letras de Oro. Für die Kompanie Michal Natan in Tel Aviv choreografierte und leitete er Alba. Das Stück kam auch 2019 an mehreren Orten in Israel wiederholt zur Aufführung.

### Lehrtätigkeit
Javier Latorre gab Kurse am Conservatorio Superior de Danza in Málaga und unterrichtete auf Einladung in Meisterkursen bei verschiedenen Tanzkompanien. 2008 gründete er seine eigene Schule am Standort seiner Kompanie in Córdoba. 2012 gab er gemeinsam mit Pastora Galván und Rafaela Carrasco Meisterkurse beim Festival de la Guitarra in Córdoba. 2009, 2011 und zuletzt 2019 veranstaltete er unter dem Titel Amor de Solana choreografische Werkstätten, die jeweils in der Erstellung einer Choreografie mündeten.

## Manifest
Im Jahr 2001 publizierte Javier Latorre ein Manifest, in dem er seine Ideen zur Choreografie zusammenfasste, zur Ausbildung der Künstler in Tanz und Choreografie, zur Technik und zur sogenannten Reinheit des Flamenco. Seiner Auffassung nach hat die Persönlichkeit des Künstlers Vorrang vor technischen und stilistischen Regeln.

«El Flamenco es producto de una mezcla de culturas que todavía nadie ha sabido explicar con exactitud. La pureza para mí es intangible y es implícita al espíritu de cada persona.»

„Der Flamenco ist das Produkt einer Mischung von Kulturen, die noch niemand genau erklären konnte. Reinheit ist für mich nicht definierbar und ist dem Geist einer jeden Person eigen.“

Dem werde vielerorts weder die gegenwärtige Praxis noch die Ausbildung im Flamenco gerecht. Plagiarismus sei weit verbreitet. Die Ausbildung sowohl der Tanzenden als auch der Lehrenden sei stereotyp, sie fördere nicht die Ausdrucksmöglichkeiten und die Persönlichkeitsentwicklung. Die Kritik in der Presse sei mitunter herabsetzend und unterschlage häufig die Rolle der Choreografin oder des Choreografen.
Ferner regte er an, die direkte öffentliche Finanzierung des Flamenco zugunsten der Förderung von privatem Mäzenatentum zurückzudrängen und die Vielzahl der Preise zu vermindern.

## Rezeption
Francisco Hidalgo Gómez schrieb 1992 über Javier Latorre in der Zeitschrift Candil:

«Es un artista como la copa de un pino, con recursos asombrosos, con imaginación desbordante y ágil. […] nos ofreció unas increíbles alegrías, su baile por excelencia, y unos martinetes y bulerías que quitaban el hipo.»

„Er ist ein Künstler wie der Wipfel einer Kiefer, mit verblüffendem Potenzial, mit einer überbordenden und wendigen Phantasie. (…) er bot uns unglaubliche Alegrías, seinen Tanz par excellence, und einige umwerfende Martinetes und Bulerías.“

## Auszeichnungen
- 1988 Bester Tänzer beim Festival von Avignon.[4]
- 1989 Premio Antonio als vollkommenster Tänzer, Premio Juana la Macarrona für Alegrías und Premio Paco Laberinto für Bulerías beim Concurso Nacional de Arte Flamenco de Córdoba.[5]
- 1994 Desplante Minero beim Festival del Cante de las Minas in La Unión.[7]
- 1998 Preis der Zeitung El País für die beste Choreografie.[11]
- 2002 mehrfache Auszeichnung für Rinconete y Cortadillo: Preis für die beste Choreografie und für die beste Kostümierung bei der Biennale von Sevilla, Preis der Kritik beim Festival von Jerez und Premio Flamenco Hoy für die beste Kompanie.[17]
- 2011 Premio Nacional de Danza für Choreografie.[58]
- 2012 Giraldillo a la Maestría der Biennale von Sevilla.[59]
- 2019 fand anlässlich seines 50-jährigen Bühnenjubiläums ein Flamencoabend zu seinen Ehren in Córdoba statt, mit einem Teil des Ballet Nacional de España, Eva Yerbabuena, Shoji Kojima, Tamara López, Cristian Lozano, Fuensanta la Moneta, Mercedes de Córdoba, Marco Flores, Mara Martínez, Pedro Córdoba, Encarna López, Karen Lugo und Ana Latorre.[60]